# Фестиваль кино Северных стран
Международный фестиваль кино Северных стран (также NIFF англ. Nordic International Film Festival) — международный кинофестиваль, проходящий ежегодно в Victor Borge Hall в здании «Скандинавия» — Центре Северных стран в США на 58-й Парк-авеню в Нью-Йорке, в США.
На фестивале представляются только международные фильмы-премьеры, а также Восточного побережья США.

## История
Фестиваль был учреждён 30 октября 2014 года директором Юханом Маттоном (Johan Matton) и креативным директором Линнеа Ларсдоттер (Linnea Larsdotter). На фестивале демонстрируются скандинавские и международные киноленты. Форум поддерживается консульствами всех стран Северной Европы и считается основным скандинавским кинофестивалем (за пределами Скандинавии).
Ежегодно на фестивале представлено более тысячи участников, а площадка кинофестиваля является значимым центром для знакомства и сотрудничества скандинавских и американских кинематографистов.

## Лауреаты
- 2017 (12—14 октября) — кинокомедия «Ночное кормление» финского режиссёра Марьи Пююккё[фин.][13].
- 2016 — Бьёрн Густафссон[англ.][14][15]
- 2015 (31 октября—1 ноября) — Jacob A Ware[16][17][18][19]
- 2014 —